# Magdalen Nabb
Magdalen Nabb (ur. 16 stycznia 1947 w Lancashire, zm. 18 sierpnia 2007 we Florencji) – brytyjska pisarka, autorka powieści kryminalnych.
Uczyła się w college’u w Manchesterze. W 1975 r. przeniosła się do Florencji gdzie zajmowała się sprzedażą ceramiki. W 1981 roku opublikowała pierwszą książkę Death of Englishman. Była to pierwsza z całej serii książek pod podobnymi tytułami. Od 1989 roku zaczęła pisać serię "Josie Smith", którą to ukończyła w 2000 roku.
Pisarka zmarła na skutek wylewu krwi do mózgu. W 2008 roku ma być opublikowana ostatnia książka pisarki.